# Dreghorn
Dreghorn je selo blizu Irvinea, Škotska. To je također rodno mjetso Johna Boyda Dunlopa, izumitelja pneumatske gume.

## Vanjske poveznice
- Foto galerija